# 足立政定
足立 政定（あだち まささだ）は、安土桃山時代から江戸時代初期の武将。

## 略歴
東条城吉良氏旧臣の大河内正綱の嫡男として生まれる。父は吉良氏没落後は紀伊国に蟄居していたが、永禄年間頃には三河に戻って徳川家康に仕えた。政定もまた家康に従い、その家臣・足立遠定の女婿となってその家督を継承。母方の伯父にあたる大久保忠世の麾下に属した。天正13年（1585年）上田合戦では日置俊経と戦って互いに負傷している。
慶長4年（1599年）実弟の大河内正信が大久保荘右衛門尉を斬り殺して逐電したため、徳川秀忠の怒りを買った。そのため父・正綱や政定は類が及ぶ事を恐れて徳川氏を辞去し、政定は京都に移った。その後は川口太郎左衛門と称して越前北庄城主・青木一矩の客将となった。慶長5年（1600年）関ヶ原の戦いの時、一矩が東軍に属するために家康への使者に立てられ、会津征伐のために家康が布陣していた下野小山城に赴いて家康と面会し、その労を賞された。慶長19年（1614年）からの大坂の陣では会津藩世子の加藤明成の陣にあった。元和6年（1620年）死去。